# 91. østlige længdekreds
Den 91. østlige længdekreds (eller 91 grader østlig længde) er en længdekreds, der ligger 91 grader øst for nulmeridianen. Den løber gennem Ishavet, Asien, det Indiske Ocean, det Sydlige Ishav og Antarktis.